# آندرباس (معاون رئیس)
معاون رئیس (زیررئیس)  

ساختار خانواده تبهکار مافیایی

معاون رئیس (با عنوان ایتالیایی sottocapo) جایگاهی در ساختار رهبری برخی از سازمان‌های جنایت سازمان‌یافته، به ویژه در خانواده‌های مافیای سیسیلی و ایتالیایی-آمریکایی است. معاون رئیس، دومین مقام پس از رئیس خانواده محسوب می‌شود و مسئول نظارت بر تمام کاپوها (روسای گروه‌ها) و سربازان خانواده است.  
- در برخی موارد، معاون رئیس یکی از اعضای خانواده (مانند پسر رئیس) است که در صورت بیماری، کشته شدن یا زندانی شدن رئیس، کنترل خانواده را به دست می‌گیرد.  
- با این حال، در دوران مدرن، جایگاه "رئیس خیابان" (street boss) تا حدی جایگاه معاون رئیس را به چالش کشیده است.  
- این سِمت حداقل از اواسط دهه ۱۹۶۰ در خانواده جنایتکار جنووزه وجود داشته است.  
- همچنین در خانواده جنایتکار دیترویت و شیکاگو اوتفیت (Chicago Outfit) نیز از این جایگاه استفاده شده است.  
نقش کلیدی معاون رئیس:  
▪️ دومین مقام قدرتمند در سلسله مراتب مافیا  
▪️ مسئول نظارت بر عملیات روزمره و اجرای دستورات رئیس  
▪️ واسطه بین رئیس و کاپوها/سربازان  
▪️ ممکن است در غیاب رئیس، رهبری موقت را بر عهده بگیرد  
تفاوت با رئیس خیابان:  
در برخی خانواده‌ها، "رئیس خیابان" به عنوان مقامی موازی با معاون رئیس عمل می‌کند و بیشتر بر عملیات زمینی نظارت دارد، در حالی که معاون رئیس نقش گسترده‌تری در مدیریت کلی خانواده ایفا می‌نماید.  
این ساختار انعطاف‌پذیر بسته به خانواده و شرایط ممکن است متفاوت باشد، اما به طور کلی معاون رئیس یکی از ارکان اصلی حکمرانی در سازمان‌های مافیایی محسوب می‌شود.
قدرت و نقش معاون رئیس (زیررئیس) در مافیا
قدرت یک معاون رئیس می‌تواند به شدت متفاوت باشد. برخی از معاونان رئیسان نقش‌های حاشیه‌ای دارند، در حالی که برخی دیگر قدرتمندترین فرد در خانواده جنایتکار محسوب می‌شوند. به طور سنتی، معاون رئیس مسئول اداره امور روزمره خانواده است. در برخی خانواده‌های جنایتکار، این انتصاب مادام‌العمر است.
دینامیک قدرت بین رئیس و معاون رئیس:
- اگر رئیس جدیدی کنترل خانواده را به دست بگیرد، ممکن است معاون رئیس منصوب شده توسط رئیس قبلی را به حاشیه براند یا حتی به قتل برساند.
- از طرف دیگر، اگر رئیس خانواده زندانی شود، معاون رئیس می‌تواند به عنوان رئیس موقت عمل کند.
- با توجه به اینکه روسای مافیا اغلب مدت‌های طولانی را در زندان می‌گذرانند، معاون رئیس معمولاً به رئیس موثر خانواده تبدیل می‌شود.
- در برخی موارد، معاون رئیس آنقدر قدرت کسب می‌کند که به رهبر واقعی سازمان تبدیل می‌شود و رئیس تنها یک مقام تشریفاتی می‌شود.
- از آنجا که معاون رئیس معمولاً اطلاعات افشاگرانه‌ای درباره رئیس دارد، روسا اغلب افراد نزدیک به خود را به این سمت منصوب می‌کنند تا از خود محافظت کنند.
وظایف قضایی و تصمیم‌گیری:
در بیشتر خانواده‌ها، معاون رئیس به حل و فصل بسیاری از اختلافات می‌پردازد. بسته به جدیت مشکل، ممکن است با رئیس مشورت کند. برخی اختلافات مستقیماً به رئیس ارجاع داده می‌شوند که در این موارد معاون رئیس معمولاً حضور داشته و نظر خود را ارائه می‌دهد. در هر صورت، قدرت نهایی تصمیم‌گیری با رئیس است.
منابع درآمد معاون رئیس:
معاون رئیس از راه‌های مختلفی درآمد کسب می‌کند:
- ممکن است شریک در چندین راکت باشد و سهمی از سود دریافت کند.
- ممکن است چندین کاپو پاکت‌های خود را از طریق معاون رئیس ارسال کنند که او درصدی را برداشته و بقیه را به رئیس می‌رساند.
- درآمدهای غیرقانونی او معمولاً به اندازه‌ای قابل توجه است که این موقعیت را به جایگاهی مورد حسادت تبدیل می‌کند، به ویژه زمانی که اعتبار و امکان پیشرفت بیشتر را نیز در نظر بگیریم.
- گاهی اوقات یک معاون رئیس ممکن است گروه مخصوص به خود (کرو) را داشته باشد.
دستیار ویژه معاون رئیس:
همانند رئیس خانواده، یک معاون رئیس نیز ممکن است یک دست راست داشته باشد. این فرد می‌تواند به جای معاون رئیس صحبت کند یا وظایف اضافی را برای او انجام دهد. این ساختار سلسله‌مراتبی انعطاف‌پذیر به معاون رئیس اجازه می‌دهد در عین حفظ کنترل، وظایف خود را به طور موثر تفویض کند.

## همچنین ببینید
- رئیس
- کنسیلیری